# Kościół Nowoapostolski w Polsce

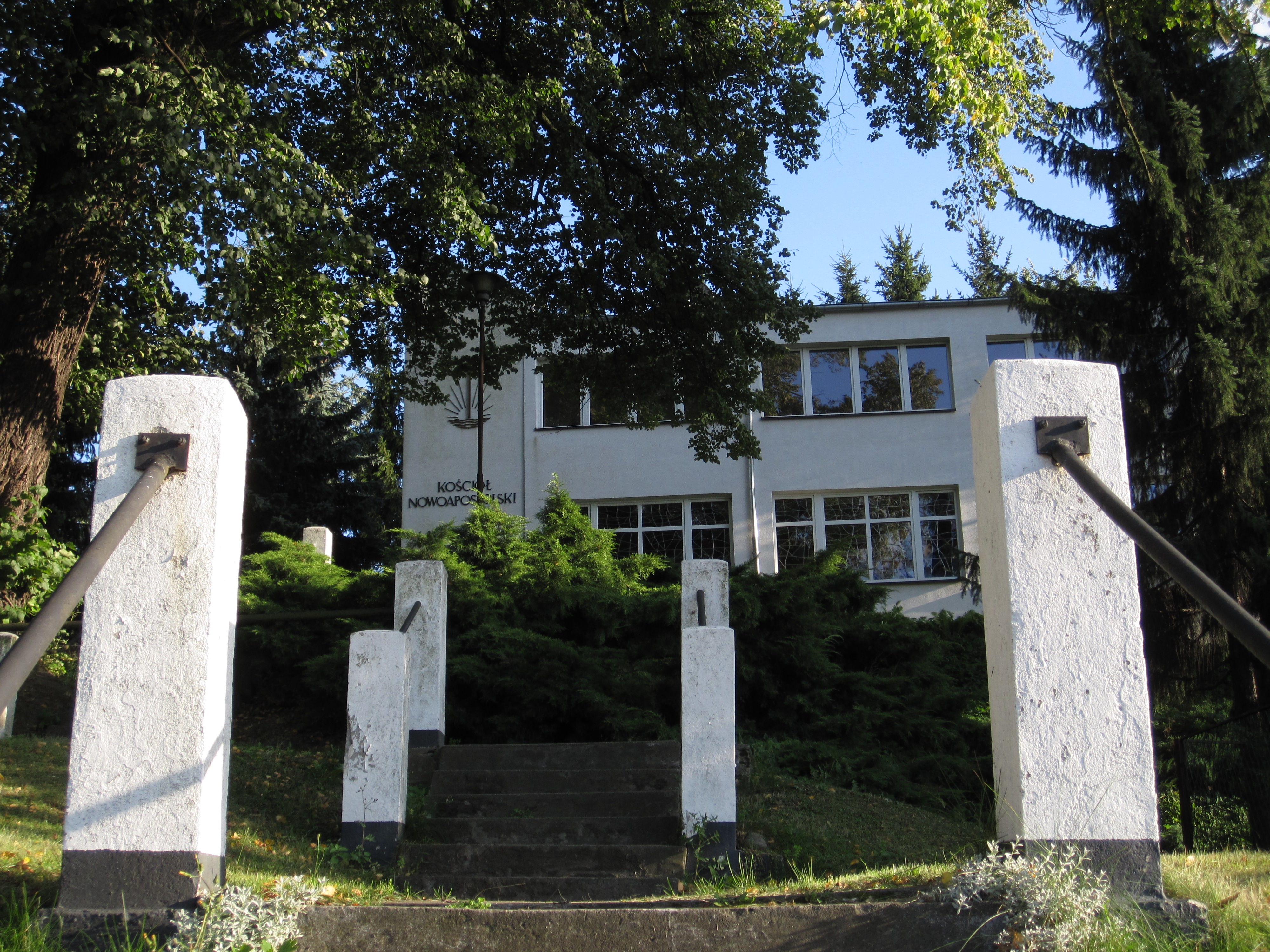
Kościół Nowoapostolski w Ostródzie

Kościół Nowoapostolski w Polsce, NAK – chrześcijańska wspólnota religijna wyznająca irwingianizm, działająca na terenie Polski. Kościół został zarejestrowany w 1983 roku, a 15 stycznia 1990 roku wpisany do rejestru Kościołów i związków wyznaniowych prowadzonego przez Ministerstwo Spraw Wewnętrznych i Administracji w dziale A, pozycja 14. W 2024 roku Kościół liczył 3055 wiernych (w tym 68 duchownych) w 29 zborach.
Administracja Centralna Kościoła Nowoapostolskiego w Rzeczypospolitej Polskiej ma swoją siedzibę w Gdyni. Zwierzchnikiem wspólnoty na terenie Polski od 22 października 2019 roku jest Apostoł Okręgowy Rüdiger Krause. Organami prasowymi Kościoła są miesięczniki „Nasza Rodzina” i „Chleb Żywota”.

## Historia
Kościół Nowoapostolski w Polsce stanowi autonomiczną jednostkę terytorialną Kościoła Nowoapostolskiego, którego pierwszy zbór powstał w 1866 roku w Hamburgu w wyniku schizmy w łonie Katolickiego Kościoła Apostolskiego. Katolicki Kościół Apostolski został z kolei założony w 1835 roku w Anglii przez uczniów prezbiteriańskiego pastora Edwarda Irvinga.
Na ziemiach polskich pierwsze misje Kościoła Nowoapostolskiego pojawiły się w Królestwie Prus i Królestwie Polskim w latach sześćdziesiątych XIX wieku. Natomiast pierwsze zbory na ziemiach polskich powstały pod koniec XIX wieku (m.in. w Bydgoszczy, Gdyni, Warszawie, Wąbrzeźnie, a także w okolicach Łodzi, Piotrkowa Trybunalskiego, Dąbrowy Górniczej i Lwowa). Najprężniej ruch rozwijał się na terenie Warmii i Mazur. Pionierski zbór w Królewcu założył Ernst Traugott Hallmann. W niedługim czasie powstały kolejne zbory Kościoła Nowoapostolskiego. W 1935 roku w należących do Niemiec Prusach Wschodnich istniały 192 zbory. Nie był to jednak początek irwingianizmu w Polsce. Wcześniej zbory zakładali apostołowie Katolickiego Kościoła Apostolskiego, John Owen Tudor i Thomas Carlyle. 
Jako struktury oddolne zbory Kościoła Nowoapostolskiego przybierały własne nazwy i tworzone były niezależnie od siebie na podstawie prawa wyznaniowego pruskiego, austriackiego i rosyjskiego.
Po 1918 roku w odrodzonym państwie polskim struktury Kościoła Nowoapostolskiego zostały zachowane i traktowane przez Ministerstwo Wyznań Religijnych i Oświecenia Publicznego jako związki wyznaniowe uznane prawnie. W okresie międzywojennym na terenie II Rzeczypospolitej mieszkało kilkadziesiąt tysięcy wiernych wyznania nowoapostolskiego, głównie pochodzenia niemieckiego.
Po II wojnie światowej Kościół Nowoapostolski kontynuował swoją działalność w Polskiej Rzeczypospolitej Ludowej. W wyniku zmian granic i przesiedleń ludności utracił znaczną liczbę wiernych. Stracił również uznanie prawne. Władze tolerowały co prawda działalność wspólnoty w oparciu o prawo o stowarzyszeniach, ale traktowały wyznanie nowoapostolskie jako stowarzyszenie zwykłe. Nosiło ono początkowo nazwę Stowarzyszenie Nowoapostolskie, a od 1959 roku istniało ono pod nazwą Nowoapostolskie Stowarzyszenie Wyznaniowe w Polsce. Główne skupisko wiernych wyznania znajdowało się w tym czasie w okolicach: Giżycka, Mrągowa i Ostródy, gdzie mieszkało kilkanaście autochtonicznych rodzin mazurskich praktykujących tę wiarę oraz zachowała się trwała parafialna struktura Kościoła sprzed 1945 roku.
W 1983 roku na podstawie nowelizacji prawa o stowarzyszeniach Kościół uzyskał osobowość prawną i status stowarzyszenia rejestrowego. W 1989 roku wystąpił o rejestrację prawną jako Kościół Nowoapostolski w Polsce w Ministerstwie Spraw Wewnętrznych, którą uzyskał w 1990 roku pod numerem 14.
Od 1990 roku Kościół Nowoapostolski w Polsce prowadzi starania o uregulowanie stosunku państwa polskiego do Kościoła w drodze odrębnej ustawy.
W latach 1989–2019 zwierzchnikiem Kościoła był bp Waldemar Starosta.

## Charakterystyka i doktryna
Kościół Nowoapostolski postrzega siebie jako kontynuację Kościoła pierwotnego. Jest wyznaniem trynitarnym. Uznaje Jezusa Chrystusa za Głowę Kościoła. Doktryna nowoapostolska oparta jest na Biblii. Kościół Nowoapostolski uznaje ponadto apokryfy będące uzupełnieniem Pisma Świętego, oraz przyjmuje przepowiednie wydarzeń eschatologicznych zawarte w proroctwach Apokalipsy.
Celem wiary dla wyznawców Kościoła Nowoapostolskiego jest osiągnięcie wiekuistej społeczności z Bogiem Ojcem i Synem Bożym. Bardzo ważne miejsce zajmuje wiara w paruzję Jezusa Chrystusa i nastanie Tysiącletniego Królestwa Bożego na Ziemi. Wierni wyznania nowoapostolskiego wierzą, że Jezus Chrystus przyjdzie na świat w sposób niewidzialny i nastąpi to w najbliższym czasie (millenaryzm). Powrót Mesjasza pozwoli na wskrzeszenie umarłych wiernych, którzy razem z żyjącymi wiernymi udadzą się na ucztę. Po widzialnym przeniesieniu wszystkich wyznawców na ziemię rozpocznie się okres panowania religijnego Jezusa Chrystusa na świecie. Pod koniec tysiącletnich rządów Jezus Chrystus ma stoczyć walkę z szatanem. Zwycięstwo Mesjasza spowoduje unicestwienie na zawsze złego ducha i przebudzonych niewiernych, a wierni otrzymają nieśmiertelność i życie wieczne w niebie. 
Godności kościelne w Kościele Nowoapostolskim sprawować mogą wyłącznie mężczyźni. Istnieje rozbudowana hierarchia złożona z: biskupów, starszych, pasterzy, ewangelistów, kapłanów, diakonów i poddiakonów. Najważniejszą rolę spełnia jednak instytucja apostołów. Z punktu widzenia wyznania Kościół związany jest z urzędem apostolskim, a apostołowie są niezbędni, aby przygotować wierzących na oczekiwane powtórne przyjście Jezusa Chrystusa. Doktryna nowoapostolska uznaje, że Jezus Chrystus dał apostołom polecenie i moc do udzielania Ducha Świętego, chrztu wodnego, odpuszczania grzechów i obchodzenia wieczerzy świętej. Ponadto Głównemu Apostołowi, który sprawuje funkcje przewodniczącego kolegium apostołów i głównego duchowego autorytetu wyznania daje władzę do przepowiadania nowych objawień Ducha Świętego.
Nabożeństwa odprawiane są w niedziele. W ich trakcie udziela się sakramentów oraz udziela błogosławieństw z okazji: konfirmacji, zaręczyn, ślubów i jubileuszy ślubnych. Zewnętrzny charakter nabożeństwa jest skromny, ale uroczysty. Zebrani śpiewają najpierw pieśń, a potem odmawiają specjalnie na dany dzień wybraną modlitwę. Następnie głos zabiera kaznodzieja, który odczytuje wyjątki z Biblii i objaśnia je zgromadzonym. W kazaniu zwiastowana jest Ewangelia. Kulminacyjnymi punktami nabożeństwa są modlitwa Ojcze Nasz, zmawiana wspólnie przez cały zbór, odpuszczenie grzechów i uroczystość świętej wieczerzy.
Kościół uznaje trzy sakramenty: chrzest wodny, święte pieczętowanie oraz świętą wieczerzę. Dla Kościoła Nowoapostolskiego chrzest nie jest jednoznaczny z całkowitym przyjęciem do Kościoła. Dopiero w łączności z nowoapostolskim sakramentem pieczętowania udzielanym przez apostoła wierzący osiąga powtórne narodzenie z wody i Ducha Świętego. Komunia święta jest udzielana pod dwiema postaciami: chleba i wina. Wszyscy wierni uczestniczący w nabożeństwie otrzymują sakrament spożywając hostię umoczoną w winie.
Głównymi świętami kościelnymi są: Boże Narodzenie, Nowy Rok, Wielki Piątek, Wielkanoc, Wniebowstąpienie Pańskie i Zesłanie Ducha Świętego.

## Administracja NAK w Polsce

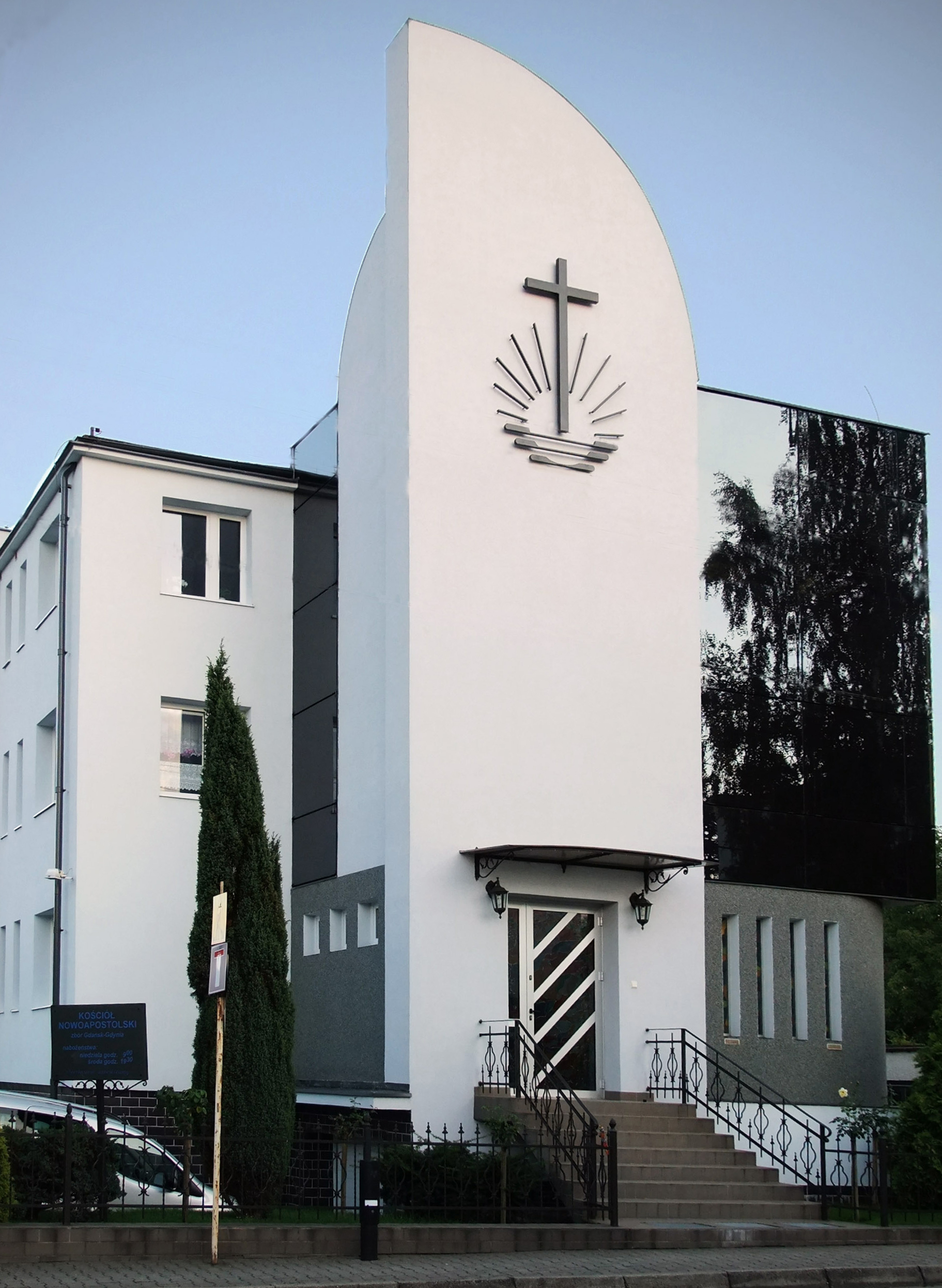
Kościół Nowoapostolski w Gdyni

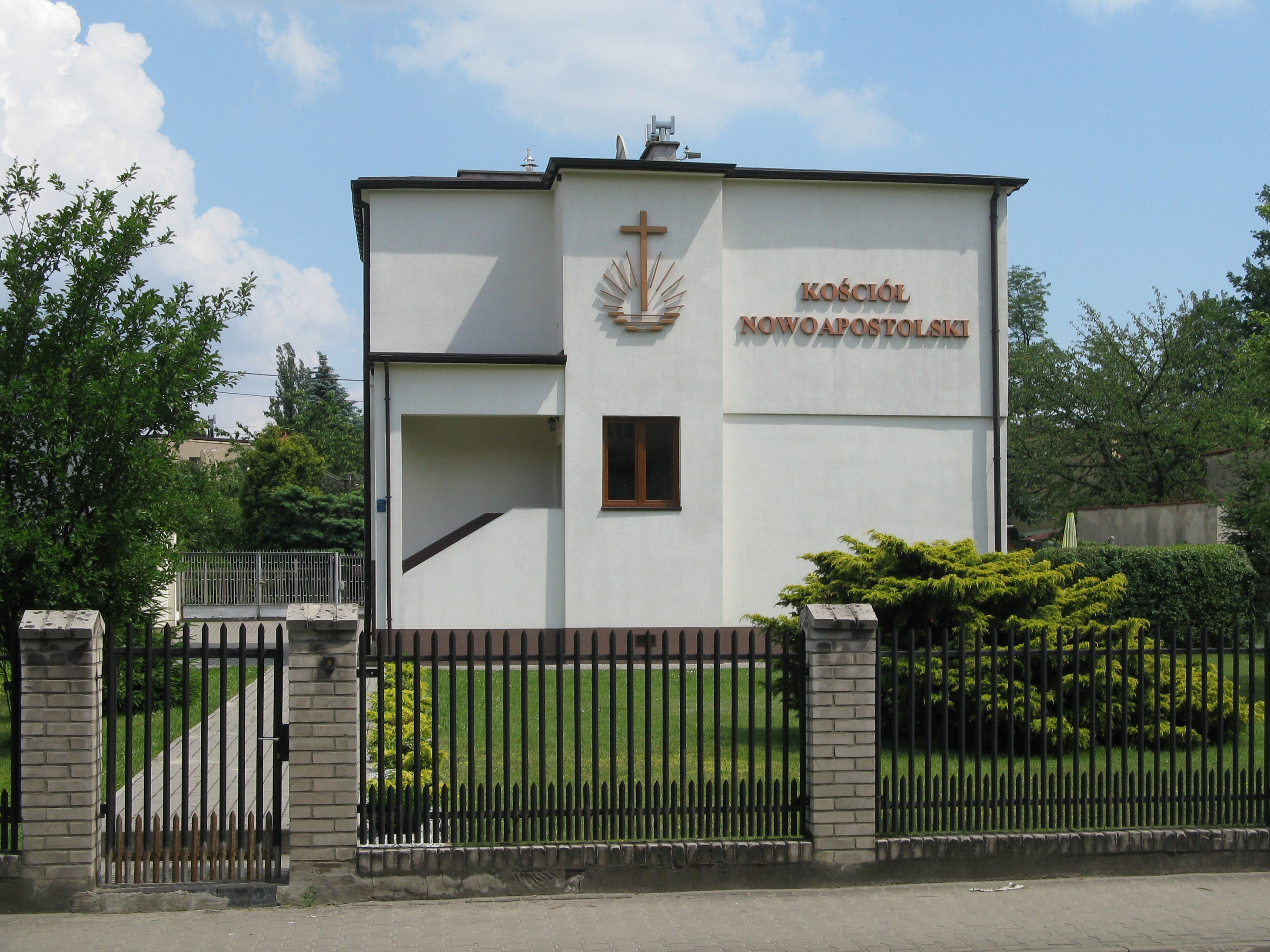
Kościół Nowoapostolski w Chorzowie w 2018 roku

Kościół Nowoapostolski w Polsce jest niezależną jednostką terytorialną Kościoła Nowoapostolskiego, pozostającym z nim w jedności. Najwyższym organem władzy Kościoła jest Konferencja Kościelna, natomiast jego zwierzchnika stanowi Biskup Kościoła, który rezyduje w Gdyni.
Kościół Nowoapostolski w Polsce dzieli się administracyjnie na 4 okręgi: 
- północno-zachodni (Gdynia)[2]:
  - Białogard[6]
  - Gdynia[7]
  - Kostrzyn[8]
  - Szczecin[9]
- centralno-południowy (Chorzów)[2]:
  - Chorzów[10]
  - Jelenia Góra[11]
  - Warszawa[12]
  - Wrocław[13]
  - Żory[14]
- północno-wschodni (Ostróda)[2]:
  - Kętrzyn[15]
  - Kosewo[16]
  - Mrągowo[17]
  - Ostróda[18]
  - Wąbrzeźno[19]
- zachodni (Gubin)[2]:
  - Gubin[20]
  - Łódź[21]
  - Poznań[22]

## Statystyki

### Dane według statystycznych ankiet wyznaniowych
| Rok  | Liczba wiernych | Liczba zborów | Liczba kościołów/kaplic | Liczba duchownych |
| ---- | --------------- | ------------- | ----------------------- | ----------------- |
| 1989 | 1156            | 18            | 8                       | 36                |
| 1990 | 997             | 25            | 8                       | 34                |
| 1991 | 1160            | 25            | 8                       | 33                |
| 1992 | 1462            | 30            | 9                       | 37                |
| 1994 | 5277            | 52            | 11                      | 50                |
| 1995 | 5330            | 52            | 11                      | 50                |
| 1996 | 5438            | 52            | 14                      | 50                |
| 1998 | 5443            | 52            |                         | 50                |
| 2000 | 5374            | 52            | 15                      | 54                |
| 2001 | 5221            | 51            |                         | 54                |
| 2002 | 5142            | 51            |                         | 56                |
| 2003 | 5114            | 51            |                         | 56                |
| 2004 | 5076            | 51            |                         | 56                |
| 2005 | 4957            | 51            | 15                      | 57                |
| 2006 | 4881            | 51            | 15                      | 57                |
| 2007 | 4853            | 51            | 15                      | 59                |
| 2008 | 4976            | 52            | 15                      | 59                |
| 2009 | 5023            | 52            | 15                      | 59                |
| 2010 | 5046            | 52            | 15                      | 59                |
| 2011 | 5151            | 52            |                         | 61                |
| 2012 | 5232            | 52            | 15                      | 63                |
| 2013 | 5266            | 52            | 15                      | 89                |
| 2014 | 5311            | 52            | 15                      | 89                |
| 2015 | 5245            | 52            | 15                      | 88                |
| 2016 | 5437            | 52            | 15                      | 86                |
| 2017 | 5633            | 52            | 15                      | 86                |
| 2018 | 6118            | 52            | 15                      | 86                |
| 2019 | 5852            | 43            | 14                      | 75                |
| 2020 | 5257            | 42            | 14                      | 71                |
| 2021 | 4769            | 39            | 15                      | 72                |
| 2022 | 4128            | 39            |                         | 74                |
| 2023 | 3476            | 32            |                         | 72                |
| 2024 | 3055            | 29            |                         | 68                |

### Dane według wyników spisów powszechnych
| Spis powszechny               | Liczba deklaracji |
| ----------------------------- | ----------------- |
| Narodowy Spis Powszechny 2011 | 326               |
| Narodowy Spis Powszechny 2021 | 322               |